# Chytranthus stenophyllus
Chytranthus stenophyllus är en kinesträdsväxtart som beskrevs av Ernest Friedrich Gilg. Chytranthus stenophyllus ingår i släktet Chytranthus och familjen kinesträdsväxter. Utöver nominatformen finns också underarten C. s. gerardii.